# Casa-Torre de Ansaldo
La casa y torre de Ansaldo, construcciones del siglo XVII y siglo XVI respectivamente, forman un conjunto arquitectónico ubicado en el municipio de San Juan de Alicante perteneciente a la Comunidad Valenciana, que tiene con categoría de Bien de Interés Cultural (España).
Ambos inmuebles pertenecen a la histórica propiedad conocida como «Finca Ansaldo» que sobrepasaba los 12 kilómetros cuadrados de extensión de la más fértil tierra de la Huerta de Alicante regada con aguas centenarias de la acequia de El Gualeró mediante canal propia llamada “de la Hijuela de Ansaldo” en paralelo al camino de Les Penyetes. La propiedad constaba de más edificios tales como cuadras, almazara y dependencias para la servidumbre, con un aljibe en el centro y todo ello cercado por un muro en la trasera a modo de patio, pero únicamente han sido recuperados la torre defensiva de tres pisos con saeteras, la casa señorial en la que destaca el amplio espacio que ocupa el zaguán, con sus fuertes arcos de medio punto, un pozo y acceso a las distintas estancias en tres niveles, y la ermita-capilla (de la que no se pudieron salvar los frescos que contenían un pantocrátor), monumentos que integran el único B.I.C. que en la actualidad es propiedad de este municipio alicantino de San Juan cuyo ayuntamiento ha llevado a cabo una importante obra de rehabilitación y restauración con un importante apoyo del Fondo Europeo de Desarrollo Regional provenientes de la Generalidad Valenciana (2014-2020) para recuperar y poner en valor esta construcción, Casa solariega de Juan Agustín Ansaldo, caballero generoso originario de Cartagena -jurisdicción del Reino de Murcia (Corona de Castilla)- que probó su nobleza familiar ante la Audiencia de Valencia, jurisdicción del Reino de Valencia (Corona de Aragón) en 1649; fue visitador real en estas tierras, y en atención a su cargo de alguacil mayor del Sto. Officio de la demarcación de Alicante se le permitió levantar, además, una capilla para su uso particular en la finca. Sus hijos Henrique y J. Agustín Ansaldo ocuparon el puesto de jurat del Consejo municipal de Alicante en 1685 el mayor y en 1658 y 1661 (año del fallecimiento paterno) el menor, y fueron destacados productores del legendario vino Fondillón cultivado y elaborado en la finca, y envejecido en la bodega bajo la casa señorial. También habitó la propiedad -que entonces alcanzaba alrededor de 8 kilómetros cuadrados con derecho a 2 horas de agua- Francisco Ansaldo regidor del Ayuntamiento de Alicante en 1844 y consejero provincial, que fue secretario del ‘Sindicato de Riegos de la Huerta de Alicante’. En la casa nació Manuel Gómiz quien continuó con la explotaciones agrarias y negocio de exportaciones, aumentando el tamaño de la finca; dirigió el citado Sindicato de Riegos en 1880 y fue alcalde de Alicante en 1890.
El conjunto monumental va a alojar un ‘Centro de Interpretación de la Huerta’, impulsado por el Ayuntamiento sanjuanero que inició en 2014 las obras conducentes a frenar deterioro y, con no poco esfuerzo, ha logrado su objetivo.